# NGC 835
NGC 835 je galaksija u zviježđu Kit.

## Vanjske poveznice
- SEDS: NGC 835